# Etiennea ulcusculum
Etiennea ulcusculum är en insektsart som beskrevs av Hodgson 1991. Etiennea ulcusculum ingår i släktet Etiennea och familjen skålsköldlöss.
Artens utbredningsområde är Kongo-Kinshasa. Inga underarter finns listade i Catalogue of Life.